# Marcello Cottafava
Marcello Cottafava, född 8 september 1977 i Genua, är en italiensk fotbollsspelare som för närvarande spelar som försvarare för Latina Calcio i Serie B.
Han började sin karriär i Sampdoria och kom med i A-laget 1996, men fick då inte mycket speltid i Serie A. Från 1997 till 2004 spelade han i Serie C1 med Saronno, Lecco, Treviso och Giulianova. Han återvände till Treviso 2004, när de spelade i Serie B och följande år i Serie A, som inleddes den 11 september 2005 i och med matchen mellan Treviso och Livorno, som slutade 0–1.
Han startade säsongen 2006–2007 i Treviso i Serie B, men flyttade till Lecce i januari. Han spelade för klubben resten av säsongen tills han slutade till följd av ett misstänkt fall av dopning. Den 21 juni frikändes han dock, då man kom fram till att han använt sig av en nässpray som ledde till en påstådd dopningseffekt.
Den 1 september 2008 flyttade han tillbaka till Triestina.